# Hendrik Jebens
Hendrik Jebens, né le 8 août 1995 à Stuttgart, est un joueur de tennis allemand, professionnel depuis 2019.

## Carrière
Hendrik Jebens passe plusieurs années à l'université à San Diego en Californie, avant de rejoindre le circuit professionnel vers 2019.
Après trois années passées dans l'anonymat, il enregistre quelques succès en double en 2022, atteignant à cinq reprises la finale d'un tournoi Challenger. Il décroche un premier titre dans cette catégorie en 2023 à Coblence avec son compatriote Fabian Fallert. Il s'associe ensuite avec Constantin Frantzen et gagne six nouveaux titres avant de disputer la finale du tournoi ATP de Metz en novembre.
En 2024, après trois demi-finales sur le circuit ATP, il atteint avec Frantzen pour sa première participation les quarts de finale du tournoi de Wimbledon en battant notamment les deuxièmes têtes de série Rohan Bopanna et Matthew Ebden.

## Palmarès

### Finales en double messieurs
| No | Date       | Nom et lieu du tournoi  | Catégorie | Dotation    | Surface      | Vainqueurs                                   | Partenaire          | Score             |          |
| -- | ---------- | ----------------------- | --------- | ----------- | ------------ | -------------------------------------------- | ------------------- | ----------------- | -------- |
| 1  | 05-11-2023 | Moselle Open Metz       | ATP 250   | 562 815 €   | Dur (int.)   | Hugo Nys Jan Zieliński                       | Constantin Frantzen | 6-4, 6-4          | Parcours |
| 2  | 22-07-2024 | Generali Open Kitzbühel | ATP 250   | 579 320 €   | Terre (ext.) | Alexander Erler Andreas Mies                 | Constantin Frantzen | 6-3, 3-6, [10-6]  | Parcours |
| 3  | 18-09-2024 | Hangzhou Open Hangzhou  | ATP 250   | 1 000 630 $ | Dur (ext.)   | Jeevan Nedunchezhiyan Vijay Sundar Prashanth | Constantin Frantzen | 4-6, 7-65, [10-7] | Parcours |

## Parcours dans les tournois duGrand Chelem

### En double messieurs
| 2024 | 1er tour (1/32) C. Frantzen \|\| style="text-align:left;" \| M. Arévalo Mate Pavić | 1er tour (1/32) C. Frantzen \|\| style="text-align:left;" \| R. Matos M. Melo | 1/4 de finale C. Frantzen \|\| style="text-align:left;" \| N. Skupski M. Venus | 1er tour (1/32) C. Frantzen \|\| style="text-align:left;" \| A. Krajicek J-J. Rojer |

N.B. : le nom du partenaire se trouve sous le résultat ; les noms des ultimes adversaires se trouvent à droite.

## Classements ATP en fin de saison
| Année          | 2015 | 2016 | 2017 | 2018 | 2019 | 2020 | 2021 | 2022 | 2023 |
| Rang en simple | 1543 | 1862 | 1793 | 1745 | 1040 | 1127 | –    | 1374 | 1085 |
| Rang en double | –    | –    | 1395 | –    | 635  | 626  | 500  | 134  | 63   |

Source : (en) Classements de Hendrik Jebens sur le site officiel de la Fédération internationale de tennis